# Dendrocalamus bambusoides
Dendrocalamus bambusoides är en gräsart som beskrevs av Hsueh f. och De Zhu Li. Dendrocalamus bambusoides ingår i släktet Dendrocalamus och familjen gräs. Inga underarter finns listade i Catalogue of Life.